# فرناندو آزيفيدو إي سيلفا
فرناندو آزيفيدو إي سيلفا (بالبرتغالية: Fernando Azevedo e Silva‏) هو ضابط برازيلي، ولد في 4 فبراير 1954 في ريو دي جانيرو في البرازيل.